# Łukówiec (powiat garwoliński)
Łukówiec (do 31.12.2012 Łukowiec) – wieś sołecka w Polsce położona w województwie mazowieckim, w powiecie garwolińskim, w gminie Parysów.
| SIMC    | Nazwa       | Rodzaj    |
| ------- | ----------- | --------- |
| 0683720 | Andrzejówka | część wsi |
| 0683737 | Pszonka     | część wsi |

Wieś szlachecka Lukowiec położona była w drugiej połowie XVI wieku w powiecie garwolińskim  ziemi czerskiej województwa mazowieckiego. W latach 1975–1998 miejscowość administracyjnie należała do województwa siedleckiego.